# Stefania Turr
Stefania Turr (Roma, 1885 – Firenze, 1940) è stata una giornalista e scrittrice italiana di origine ungherese.

## Biografia
Nata a Roma dal politico e militare ungherese eroe del Risorgimento István Türr, nel 1916 fonda l'associazione Madri italiane a tutela degli orfani di guerra e il mensile La Madre Italiana. Rivista mensile pro orfani di guerra., il mensile verrà chiuso nel 1919. 
Poco dopo decide di partire da Milano per Udine e infine per il fronte come corrispondente di guerra nonostante all'epoca avesse un figlio di 11 anni, dopo molti tentativi respinti dall'Alto Comando. Al fronte incontrò sia il Maresciallo d'Italia Luigi Cadorna, sia il generale Carlo Porro e il re Vittorio Emanuele III.
Nel dopoguerra si avvicinò al fascismo e pubblicò la biografia di suo padre per la Tipografia fascista di Firenze e cercò di richiedere la parità dei diritti tra uomo e donna come scrisse nel 1918:
Oggi il bilancio morale e materiale degli anni  di guerra  è tutto  a favore  di  noi  donne e possiamo  perciò presentarci a fronte alta dinanzi agli uomini e domandar loro: e ora?
Nei giorni del lavoro febbrile, nei giorni della trepidazione e del dolore voi ci avete chiamate, noi siamo accorse e vi abbiamo dato l’aiuto necessario e proficuo, oggi che la nostra opera è compiuta atten-
diamo il  nostro premio. Noi non  possiamo  più essere assenti dalla vita politica delle nazioni e voi dovete provvedere.»
Morì a Firenze nel 1940, a 55 anni.

## Opere
- Ai pupilli d'Italia - pensieri di illustri italiani, Tipografia A.Cordani, Milano, 1917
- Alle trincee d'Italia: note di guerra di una donna, Tipografia A.Cordani, Milano, 1917
- I soldati  d'Italia.  Racconti  della  guerra  narrati  ai  fanciulli,  Bemporad  e  Figlio, Firenze, 1918
- La via aspra della vittoria, Tipografia A.Cordani, Milano, 1918
- I viaggi meravigliosi: Danimarca, Norvegia, Spitzberg, Svezia, Finlandia, Tipografia Giuntina, Firenze, 1926
- L'opera di Stefano Türr nel risorgimento italiano (1849-1870) - descritta dalla figlia, Tipografia fascista, Firenze, 1928
- Le impressioni di una automobilista, Editore Franceschini, Firenze, 1930
- Il Collaudo della Colombina Due, Bemporad e Figlio, Firenze 1931